# Kolding Sydbaner
| Frühere Eisenbahnbrücke über den Kolding Å zwischen Kolding Statsbane nach Kolding Syd |                      |                                                  |                                                  |
| Streckenführung in Kolding um 1910 |                      |                                                  |                                                  |
| Streckenlänge: | 57,6 km              |                                                  |                                                  |
| Spurweite: | 1435 mm (Normalspur) |                                                  |                                                  |
| Maximale Neigung: | 14 ‰                 |                                                  |                                                  |
| Minimaler Radius: | 300 m                |                                                  |                                                  |
| Streckengeschwindigkeit: | 45 km/h              |                                                  |                                                  |
| |                      |                                                  |                                                  |
| \| \| \| Bahnstrecke Fredericia–Flensburg von Fredericia \| \| \| \| \| Troldhede–Kolding–Vejen Jernbane von Troldhede \| \| \| \| \| Kolding–Egtved Jernbane von Egtved \| \| \| \| 0,0 \| Kolding \| Kolding \| \| \| \| Bahnstrecke Fredericia–Flensburg nach Lunderskov \| \| \| \| \| Kolding Sydbanegård (1911–1932) \| \| \| \| \| Streckenführung 1911–1922 \| \| \| \| \| \| \| \| \| \| Kolding Sydbanegård (1932–1948) \| \| \| \| \| Hafenbahn \| \| \| \| \| \| \| \| \| \| Tved Byvej (inoffiziell etwa 1930 bis 1940) \| \| \| \| 3,5 \| Tved \| Tved \| \| \| 4,9 \| Strårup \| Strårup \| \| \| 6,1 \| Skartved \| Skartved \| \| \| 7,8 \| Bjert \| Bjert \| \| \| 9,6 \| Aalry \| Aalry \| \| \| 10,6 \| Varmark \| Varmark \| \| \| \| Varmark Skov (inoffiziell etwa 1930 bis 1940) \| \| \| \| 14,0 \| Bjert Strand \| Bjert Strand \| \| \| 16,0 \| Dalager \| Dalager \| \| \| 17,7 \| Skamlingsbanken \| Skamlingsbanken \| \| \| 19,0 \| Grønninghoved \| Grønninghoved \| \| \| 20,5 \| Sjølund \| Sjølund \| \| \| 21,8 \| Vejstruprød (ab 1914) \| Vejstruprød (ab 1914) \| \| \| 23,3 \| Kærmølle \| Kærmølle \| \| \| 25,1 \| Hejls \| Hejls \| \| \| 27,8 \| Hejlsminde \| Hejlsminde \| \| \| 6,4 \| Vonsild \| Vonsild \| \| \| 9,9 \| Hoppeshuse \| Hoppeshuse \| \| \| 12,1 \| Fovslet \| Fovslet \| \| \| 15,4 \| Taps \| Taps \| \| \| 17,1 \| Tapsore \| Tapsore \| \| \| 19,3 \| Brænore \| Brænore \| \| \| 22,2 \| Ødis \| Ødis \| \| \| 24,7 \| Ødis Bramdrup \| Ødis Bramdrup \| \| \| 26,4 \| Gåskær \| Gåskær \| \| \| 29,4 \| Øster Vamdrup \| Øster Vamdrup \| \| \| \| nach Vamdrup DSB \| \| \| \| 30,4 \| Vamdrup Øst \| Vamdrup Øst \| |                      |                                                  |                                                  |
| Strecke |                      | Bahnstrecke Fredericia–Flensburg von Fredericia  | Bahnstrecke Fredericia–Flensburg von Fredericia  |
| Abzweig geradeaus und ehemals von rechts |                      | Troldhede–Kolding–Vejen Jernbane von Troldhede   | Troldhede–Kolding–Vejen Jernbane von Troldhede   |
| Abzweig geradeaus und ehemals von rechts |                      | Kolding–Egtved Jernbane von Egtved               | Kolding–Egtved Jernbane von Egtved               |
| Bahnhof | 0,0                  | Kolding                                          | Kolding                                          |
| Abzweig ehemals geradeaus und nach rechts |                      | Bahnstrecke Fredericia–Flensburg nach Lunderskov | Bahnstrecke Fredericia–Flensburg nach Lunderskov |
| Kopfbahnhof Streckenanfang (Strecke außer Betrieb) · Strecke (außer Betrieb) |                      | Kolding Sydbanegård (1911–1932)                  | Kolding Sydbanegård (1911–1932)                  |
| Abzweig geradeaus und nach links (Strecke außer Betrieb) · Abzweig geradeaus und nach rechts (Strecke außer Betrieb) |                      | Streckenführung 1911–1922                        | Streckenführung 1911–1922                        |
| Strecke nach links (außer Betrieb) · Abzweig geradeaus und von rechts (Strecke außer Betrieb) |                      |                                                  |                                                  |
| Bahnhof (Strecke außer Betrieb) |                      | Kolding Sydbanegård (1932–1948)                  | Kolding Sydbanegård (1932–1948)                  |
| Abzweig geradeaus und von links (Strecke außer Betrieb) |                      | Hafenbahn                                        | Hafenbahn                                        |
| Strecke von links (außer Betrieb) · Abzweig geradeaus und nach rechts (Strecke außer Betrieb) |                      |                                                  |                                                  |
| Strecke (außer Betrieb) · Haltepunkt / Haltestelle (Strecke außer Betrieb) |                      | Tved Byvej (inoffiziell etwa 1930 bis 1940)      | Tved Byvej (inoffiziell etwa 1930 bis 1940)      |
| Strecke (außer Betrieb) · Haltepunkt / Haltestelle (Strecke außer Betrieb) | 3,5                  | Tved                                             | Tved                                             |
| Strecke (außer Betrieb) · Haltepunkt / Haltestelle (Strecke außer Betrieb) | 4,9                  | Strårup                                          | Strårup                                          |
| Strecke (außer Betrieb) · Haltepunkt / Haltestelle (Strecke außer Betrieb) | 6,1                  | Skartved                                         | Skartved                                         |
| Strecke (außer Betrieb) · Bahnhof (Strecke außer Betrieb) | 7,8                  | Bjert                                            | Bjert                                            |
| Strecke (außer Betrieb) · Haltepunkt / Haltestelle (Strecke außer Betrieb) | 9,6                  | Aalry                                            | Aalry                                            |
| Strecke (außer Betrieb) · Bahnhof (Strecke außer Betrieb) | 10,6                 | Varmark                                          | Varmark                                          |
| Strecke (außer Betrieb) · Haltepunkt / Haltestelle (Strecke außer Betrieb) |                      | Varmark Skov (inoffiziell etwa 1930 bis 1940)    | Varmark Skov (inoffiziell etwa 1930 bis 1940)    |
| Strecke (außer Betrieb) · Haltepunkt / Haltestelle (Strecke außer Betrieb) | 14,0                 | Bjert Strand                                     | Bjert Strand                                     |
| Strecke (außer Betrieb) · Bahnhof (Strecke außer Betrieb) | 16,0                 | Dalager                                          | Dalager                                          |
| Strecke (außer Betrieb) · Haltepunkt / Haltestelle (Strecke außer Betrieb) | 17,7                 | Skamlingsbanken                                  | Skamlingsbanken                                  |
| Strecke (außer Betrieb) · Haltepunkt / Haltestelle (Strecke außer Betrieb) | 19,0                 | Grønninghoved                                    | Grønninghoved                                    |
| Strecke (außer Betrieb) · Bahnhof (Strecke außer Betrieb) | 20,5                 | Sjølund                                          | Sjølund                                          |
| Strecke (außer Betrieb) · Haltepunkt / Haltestelle (Strecke außer Betrieb) | 21,8                 | Vejstruprød (ab 1914)                            | Vejstruprød (ab 1914)                            |
| Strecke (außer Betrieb) · Haltepunkt / Haltestelle (Strecke außer Betrieb) | 23,3                 | Kærmølle                                         | Kærmølle                                         |
| Strecke (außer Betrieb) · Bahnhof (Strecke außer Betrieb) | 25,1                 | Hejls                                            | Hejls                                            |
| Strecke (außer Betrieb) · Kopfbahnhof Streckenende (Strecke außer Betrieb) | 27,8                 | Hejlsminde                                       | Hejlsminde                                       |
| Bahnhof (Strecke außer Betrieb) | 6,4                  | Vonsild                                          | Vonsild                                          |
| Bahnhof (Strecke außer Betrieb) | 9,9                  | Hoppeshuse                                       | Hoppeshuse                                       |
| Bahnhof (Strecke außer Betrieb) | 12,1                 | Fovslet                                          | Fovslet                                          |
| Bahnhof (Strecke außer Betrieb) | 15,4                 | Taps                                             | Taps                                             |
| Haltepunkt / Haltestelle (Strecke außer Betrieb) | 17,1                 | Tapsore                                          | Tapsore                                          |
| Haltepunkt / Haltestelle (Strecke außer Betrieb) | 19,3                 | Brænore                                          | Brænore                                          |
| Bahnhof (Strecke außer Betrieb) | 22,2                 | Ødis                                             | Ødis                                             |
| Bahnhof (Strecke außer Betrieb) | 24,7                 | Ødis Bramdrup                                    | Ødis Bramdrup                                    |
| Haltepunkt / Haltestelle (Strecke außer Betrieb) | 26,4                 | Gåskær                                           | Gåskær                                           |
| Haltepunkt / Haltestelle (Strecke außer Betrieb) | 29,4                 | Øster Vamdrup                                    | Øster Vamdrup                                    |
| Abzweig geradeaus und nach rechts (Strecke außer Betrieb) |                      | nach Vamdrup DSB                                 | nach Vamdrup DSB                                 |
| Kopfbahnhof Streckenende (Strecke außer Betrieb) | 30,4                 | Vamdrup Øst                                      | Vamdrup Øst                                      |

Kolding Sydbaner (KS) war eine private dänische Eisenbahngesellschaft. Von 1911 bis 1948 bediente sie das südliche Umland von Kolding mit zwei Bahnstrecken nach Hejlsminde und Vamdrup. Daher wurden diese Bahnstrecken Hejlsmindebanen und Vamdrupbanen genannt.

## Geschichte
1880 wurden in der Region südlich von Kolding erste Pläne für den Bau von Lokalbahnen diskutiert. Die Gegend war nach dem Zweiten Schleswig-Holsteinischen Krieg 1864 ein Randgebiet des Königreiches Dänemark geworden. 1892 gab es den ersten Vorschlag. Es dauerte weitere sieben Jahre, bevor die Planungen konkret wurden. Es wurde ein Ausschuss gebildet, in dem die Staatsbahnen bis September 1901 ein Projekt entwickelten, das vorsah, Schmalspurbahnen anzulegen, die mit den Schmalspurbahnen im damaligen deutschen Südjütland verbunden werden könnten. Dazu schlug der Ausschuss drei Strecken vor:
- Kolding–Hejls
- Kolding–Taps–Ødis
- Taps–Landesgrenze

Letztere Strecke war eine etwa vier Kilometer lange Verbindung bis zur Grenze bei Frederikshøj Kro. Dort sollte eine Verbindung mit der Bahnstrecke Hadersleben–Christiansfeld der Haderslebener Kreisbahn hergestellt werden.
Die Kommission, die die eingegangenen Vorschläge prüfte, glaubte nicht an eine rentable Verbindung nach Ødis, jedoch an die Strecke Kolding–Hadersleben über Taps. Die Stadt Kolding war jedoch nicht erfreut, dass ihr mit der Stadt Hadersleben und deren Umland wirtschaftliche Konkurrenz erwachsen sollte.
Die Strecke bis zur Grenze war damit hinfällig. Vamdrup wollte an die Strecke angebunden werden und die Bürger in Hejlsminde wollten die Strecke bis zum Hafen erweitert haben. Mit dem Eisenbahngesetz vom 27. Mai 1908 wurden unter anderen die folgenden drei Schmalspurbahnen festgelegt:
- Kolding–Hejlsminde
- Kolding–Taps
- Vamdrup–Taps

Basierend auf den Erfahrungen mit der Kolding–Egtved Jernbane riet deren Betriebsleiter P. V. P. Berg, die Kolding Sydbaner in Schmalspur zu errichten. Ein neues Gesetz vom 26. März 1909 legte die Ausführung in Normalspur fest.
Die Konzession für die Gesellschaft wurde am 15. Juni 1909 erteilt und am 29. November 1911 wurde der Betrieb aufgenommen. Die Bauarbeiten wurden größtenteils in der vereinbarten Zeit durchgeführt. Die Strecke nach Hejlsminde führte an Skamlingsbanken vorbei durch meist hügeliges Gelände. Die Strecke nach Vamdrup verlief nach Vonsild in flachem Gelände.
In Kolding führte eine Strecke über den Hafen, wo Güterwagen mit der staatlichen Gesellschaft DSB übergeben werden konnten. Der damalige Vorstand des DSB-Bahnhofs glaubte, dass es zu viele Unannehmlichkeiten geben würde, wenn Personenzüge auf diesem Streckenabschnitt fahren würden. Erst 1922 wurde eine Verbindungsbahn gebaut, über die die Personenzüge der Südbahn in den Staatsbahnhof fahren konnten.

## Streckendaten
Beide Streckenäste, Kolding Syd–Hejlsminde mit einer Länge von 27,2 km und Kolding Syd–Vamdrup Øst mit einer Länge von 29,8 km, wurden am 29. November 1911 eröffnet. Die Verbindungsstrecke zwischen Kolding DSB und Kolding Syd mit einer Länge von 600 Metern wurde am 1. April 1922 für den Güterverkehr und am 8. Juni 1922 für den Personenverkehr in Betrieb genommen.
Dabei wurden Schienen mit einem Metergewicht von 22,45 kg verwendet, die einen Achsdruck von elf Tonnen zuließen.
In Kolding Syd waren neben der Hauptverwaltung eine Werkstatt, ein Lokschuppen und eine Drehscheibe vorhanden.
In Kolding DSB bestanden Übergangsmöglichkeiten zu Fredericia–Vamdrup banen, bis 1930 zur Kolding–Egtved Jernbane und ab 1917 zur Troldhede–Kolding–Vejen Jernbane.
Die Stilllegung der Strecken erfolgte zum 30. September 1948, Güter-Sonderverkehr bestand bis zum Ende der Zuckerrüben-Saison am 15. Dezember 1948.

### Strecke Kolding Syd–Hejlsminde

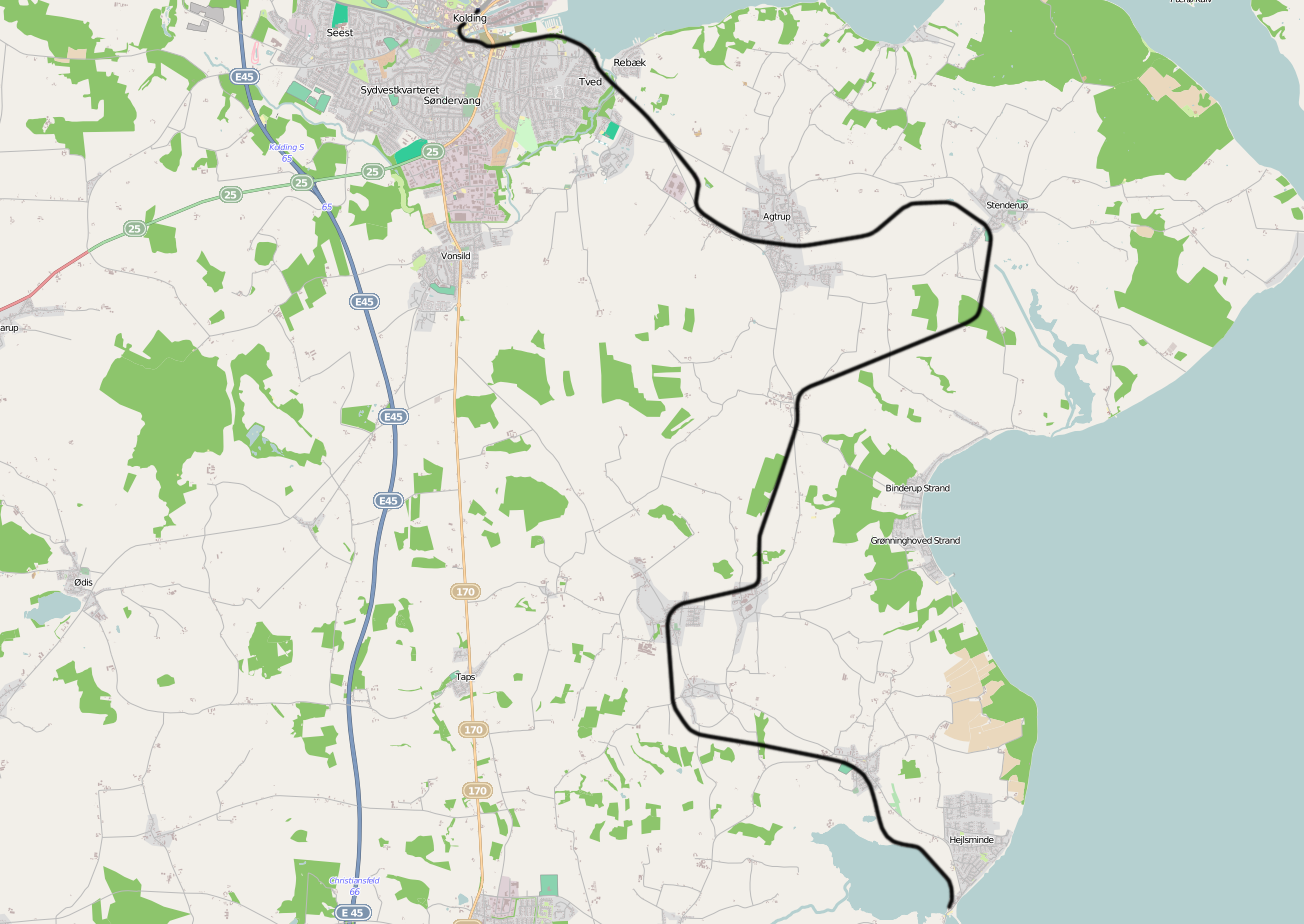
Streckenbild Kolding Syd–Hejlsminde

Die Haltepunkte Tved, Strårup, Skartved, Aalry, Bjert Strand, Grønninghoved, Vejstruprød und Kær Mølle besaßen ein zusätzliches Ladegleis.
Der Bahnhof Varmark in Sønder Stenderup war nach dem nahen Varmarkgård benannt, um Verwechslungen mit Stenderup an der Horsens-Juelsminde Jernbane zu vermeiden. Die Post verwendet den Namen Varmark noch lange nach der Stilllegung der Strecke. Ebenso wurde Dalager in der Landgemeinde Binderup nach dem nahelingenden Dalagergård benannt, da ebenfalls Verwechslungsgefahr mit Binderup an der Aalborg-Hvalpsund Jernbane bestand. Sjølund in Vejstrup erhielt seinen Namen der Sjølund Mølle, da es ein Vejstrup an der Svendborg–Nyborg Banen gab. Hier blieb der Bahnhofsname für den Ort im Gegensatz zu Varmark und Dalager bestehen.
Skamlingsbanken besaß ein Abstellgleis und einen Pavillon. In Hejlsminde gab es einen Ringlokschuppen sowie eine Drehscheibe und einen Raum für den Zoll. Übergabezüge fuhren zum Hafen. Bei einer Umbaumaßnahme wurden die Gleise über eine kombinierte Straßen- und Eisenbahnbrücke verlängert, um die geplante Verlängerung der Strecke nach Haderslev vorzubereiten. Der Ausbau kam nicht zustande.

### Strecke Kolding Syd–Vamdrup Øst

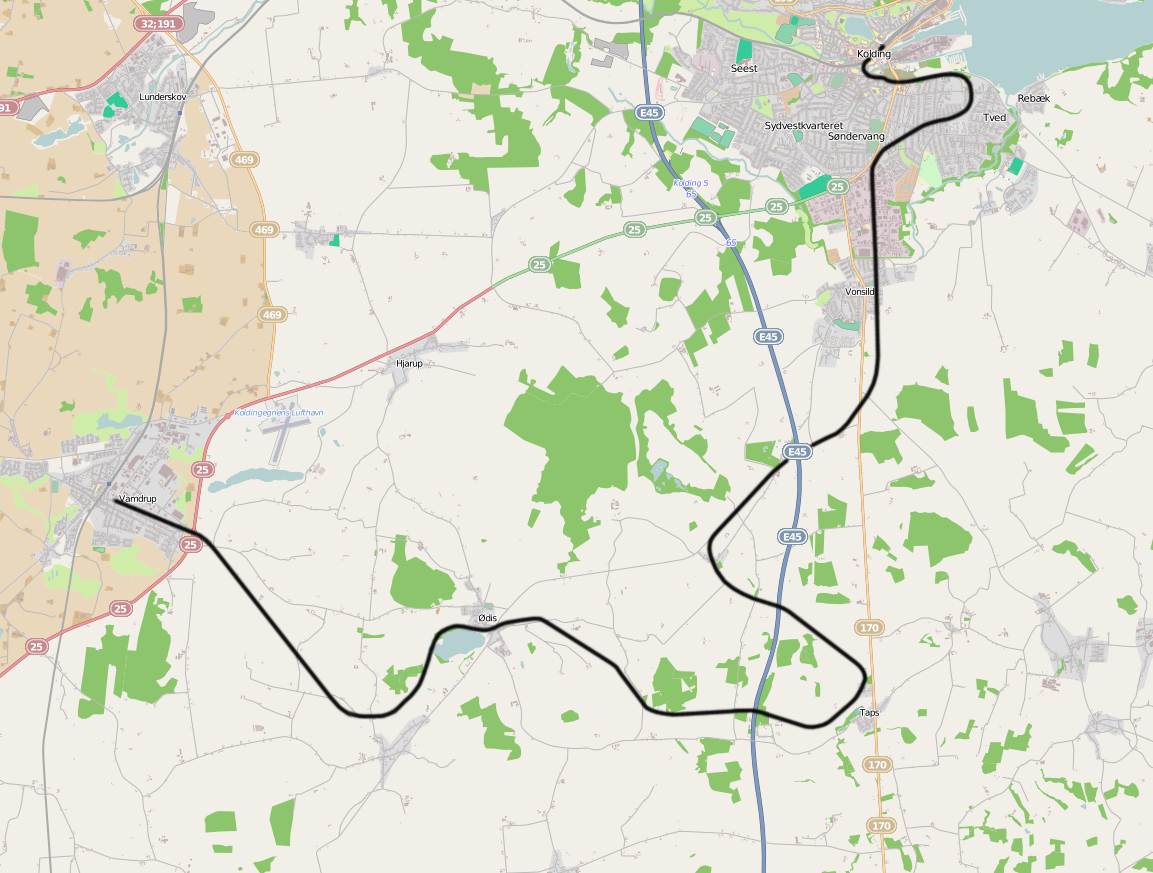
Streckenbild Kolding Syd––Vamdrup Øst

Der Bahnhof Taps hatte einen Raum für den Zoll, die Haltepunkte Tapsore und Brænore besaßen Ladegleise.
Ødis-Bramdrup wurde hauptsächlich für die Zollabfertigung benutzt, da der Grenzübergang in Højrup nur drei bis vier Kilometer entfernt war. Vamdrup Østbanegård besaß einen Lokschuppen, eine Drehscheibe und Räume für den Zoll. Ein Verbindungsgleis führte zum Staatsbahnhof.
Die Bahnhofsgebäude wurden von Architekt Robert Valdemar Schmidt gezeichnet. Lange existierten noch die Bahnhöfe Kolding Sydbanegård, der erst 1968 und Vamdrup Østbanegård, der 1978 abgerissen wurde.

## Betrieb
Von der Eröffnung der Strecken bis 1928 war Ingenieur P. H. Tarp Betriebsleiter.
Kolding Sydbaner hatte viele Haltestellen. Die Höchstgeschwindigkeit betrug später 50 km/h. Es gab viele lokale Interessen, die oft erfüllt wurden. Das Ergebnis war, dass die Bahn nie ein Erfolg war. Sicherlich warf Kolding Sydbaner im ersten Jahr Gewinne ab. Nach dem Ersten Weltkrieg gab es nur noch 1944/45 einen Gewinn. Er betrug 640 Kronen.
Zuckerrübentransporte zur Zuckerzentrale in Kolding waren ein wichtiger Faktor im Güterverkehr. Die höchsten Frachtraten gab es während des 1. Weltkrieges. Die zu befördernde Menge fiel im letzten Jahr vor dem Zweiten Weltkrieg auf rund ein Drittel. Selbst während des Krieges stiegen die Gütermengen nicht mehr auf das Niveau aus den Anfangsjahren und nach dem Krieg halbierten sie sich.
Im ersten Jahr beförderten Kolding Sydbaner rund 250.000 Fahrgäste, am Ende der 1930er Jahre waren es nur noch etwa 110.000.

## Fahrzeuge
Für die Betriebsaufnahme 1911 wurden von Henschel & Sohn fünf Dampflokomotiven aus Deutschland beschafft. Eine davon wurde Mitte der 1920er Jahre verkauft, während die anderen bis zur Betriebsschließung eingesetzt wurden.
Zudem waren am Anfang sieben Personenwagen vorhanden, in den folgenden Jahren wurden weitere vier Wagen gekauft. Die meisten hatten 56 Plätze in der 3. Klasse. Einige davon hatten Abteile mit 2. Klasse, die insgesamt nur 40 Plätze boten. Einer der Personenwagen wurde 1930 in einen Triebwagen umgebaut.
Für den Güterverkehr wurden in den ersten Betriebsjahren 74 offene und geschlossene Güterwagen beschafft. Diese Beschaffungen waren 1917 abgeschlossen.
Triebwagenzüge waren viel billiger als mit Dampflokomotiven geführte Züge. Bereits 1924 wurde ein benzinmechanischer Triebwagen von AEG erworben, dem 1930 ein weiterer von Triangel folgte. In jedem Fahrzeug war für etwa 65 Fahrgäste Platz. 1934 wurde eine neue Scania-Lokomotive gekauft, die rund 300 PS Motorleistung hatte. In den 1930er-Jahren wurde die überwiegende Mehrheit der Züge mit Triebwagen gefahren. Nur während des Zweiten Weltkrieges, als Ölmangel herrschte, mussten die Dampflokomotiven wieder eingesetzt werden.

## Stilllegung
Am 29. März 1940 wurde trotz des Widerspruches der Zuckerrübenindustrie beschlossen, die Bahn stillzulegen. Einige Wochen, nachdem Dänemark von Deutschland besetzt worden war, wurde dieser Beschluss aufgehoben. Da der Straßenverkehr wegen Benzinknappheit drastisch eingeschränkt war, erhöhten sich die Transporte von Gütern und Personen stark. Dennoch wurde kein wirtschaftlicher Betrieb erreicht.
Am Ende des Krieges waren Fahrzeuge und Einrichtungen stark abgenutzt. Als sich der Straßenverkehr nach der Besetzung wieder normalisierte, gab es keine wirtschaftliche Grundlage mehr für den Weiterbetrieb der Kolding Sydbaner. Der Personenverkehr endete im September 1948 und nach der Rübenkampagne wurde der Güterverkehr am 15. Dezember des gleichen Jahres eingestellt.
Ein Teil des vorhandenen Materials wurde an andere Privatbahnen verkauft, der Rest wurde verschrottet. Der Personenwagen C3 ist beim Lokomotivklubben KLK (DSB Museumstog) in Lunderskov erhalten.